# نعمان اعجاز
نعمان اعجاز (اردو: نُعمان اعجاز؛ زادهٔ ۱۴ فوریهٔ ۱۹۶۵) بازیگر سینما و بازیگر تلویزیون اهل پاکستان است.
همچنین برندهٔ جوایزی همچون جایزه پی‌تی‌وی و جایزه لوکس استایل شده‌است.